# Kanał Messiera
Kanał Messiera – wąski kanał morski znajdujący się w Patagonii w Chile. Przebiega generalnie w kierunku północno-południowym pomiędzy wyspą Wellington i innymi wyspami pobrzeża Oceanu Spokojnego a kontynentem południowoamerykańskim. Na północy łączy się z zatoką Penas. Bardziej na południe kanał zmienia kilkakrotnie nazwę: Angostura Inglesa czy też Paso del Indio.
Kanał został nazwany na cześć francuskiego astronoma Charles’a Messiera. Wyglądem przypomina skandynawskie fiordy. Głębokość, jaką zmierzono na północnym odcinku kanału, wynosi 1288, co czyni go najgłębszym fiordem na świecie. 
Nad Kanałem Messiera rozciąga się Park Narodowy Bernardo O’Higgins i inne obszary chronione.
Kanał Messier-Grappler-Trinidad stanowi osłonięte od wiatrów i burz połączenie Golfo de Penas z Cieśniną Magellana. 

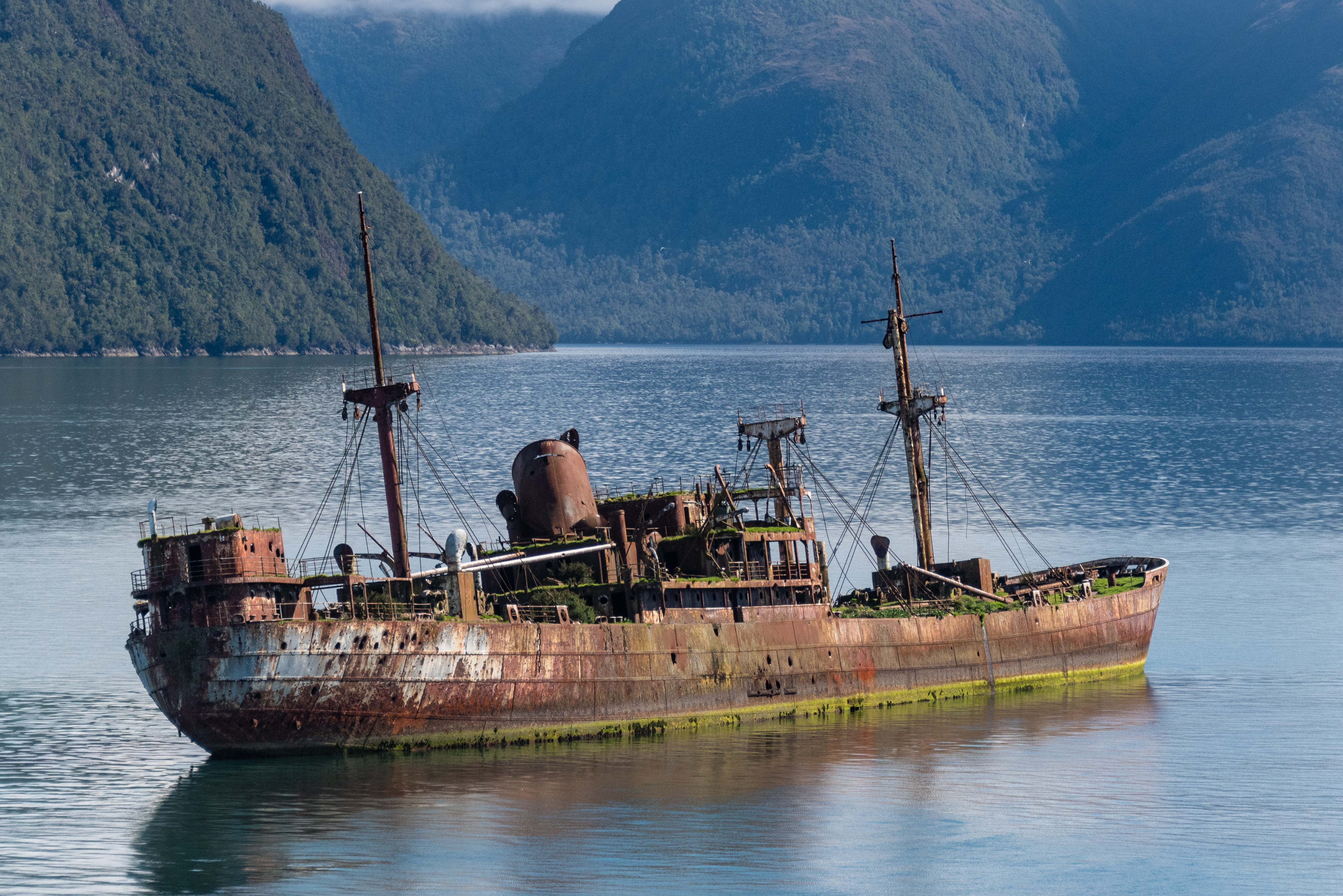
Wrak statku Captain Leonidas

W połowie tej drogi wodnej znajduje się wrak statku MV Captain Leonidas, który wszedł tu na mieliznę w roku 1968. Hulk jest wykorzystywany jako podstawa latarni morskiej (NGA-nr: 2068).